# Toyota Camry (XV20)
El Toyota Camry (XV20) es un automóvil de tamaño mediano que fue vendido por Toyota entre septiembre de 1996 y 2001 en Japón y América del Norte, y 1997 y 2002 en Australia. Introducida el 3 de septiembre de 1996, la serie XV20 representó la cuarta generación del Toyota Camry en todos los mercados fuera de Japón, que siguió un linaje generacional diferente. La gama XV20 Camry se divide en diferentes códigos de modelo indicativos del motor. Los modelos de cuatro cilindros en línea utilizan los códigos SXV20 (gasolina) y SXV23 (CNG), y MCV20 designa las versiones de seis cilindros (V6).
El XV20 Camry continuó como sedán y camioneta, aunque este último modelo no se vendió en América del Norte, donde se lanzó el sedán en 1996 para el año modelo 1997. El XV20 Camry se ofreció en versiones con motor V6 de 2.2 litros y cuatro en línea y 3.0 litros. En Australia, la versión orientada al lujo recibió el distintivo de Toyota Vienta.
En Japón, una versión de lujo del vagón también se vendió como Toyota Mark II Qualis. Además, este fue el primer Camry diseñado como Daihatsu; el Daihatsu Altis vendido en Japón era idéntico a la versión de exportación del Camry. El cetro japonés dejó de existir cuando los Camry japoneses adoptaron la plataforma de 1795 mm (70,7 pulgadas) de ancho, por lo que incurrieron en una mayor responsabilidad fiscal en Japón debido a su longitud y anchura extendidas de acuerdo con los límites de dimensión exterior japoneses la Vista comenzó a partir del Camry, quedando 1.700 mm (66,9 pulgadas) de ancho y finalmente formando la base del Corolla en crecimiento. Además, la hoja de metal del Vista se parecía a un sedán alto y formal, mientras que el Camry se volvió más elegante. El Lexus ES 300 se construyó nuevamente a partir del Windom, que usa el chasis Camry.
En agosto de 1999 para el año modelo 2000, los modelos sedán en América del Norte recibieron una actualización de modelo medio en las fascias delantera y trasera, esto incluyó faros más grandes que ahora cuentan con un sistema de cuatro focos en lugar de dos, una rejilla separada con borde cromado, luces traseras más grandes y molduras laterales más grandes. Toyota Australia inició la producción del modelo de estiramiento facial en 2000.

## Desarrollo
A medida que el yen japonés se disparó a mediados de la década de 1990, el Camry rediseñado tenía menos contenido que el modelo anterior bajo presión para reducir costos. Después del debut del XV10 en 1991, el desarrollo comenzó inmediatamente bajo Kosaku Yamada bajo el código de programa 415T. El estilo terminó con una propuesta ganadora del concurso de diseño "C" de Kawazu Masahiko, que fue elegida en agosto de 1993, 36 meses antes de la producción programada. El diseño final del XV20 se congeló a principios de febrero de 1994, más de 30 meses antes del inicio de producción programado en agosto de 1996. Las patentes de diseño se presentaron el 9 de febrero de 1994 en la Oficina de Patentes de Japón y se registraron con el número 1057806. Los prototipos se probaron durante 1995 y 1996.

## Motores
| Código de cuerpo | Motor                | Ecuación                  | Código de modelo [8] | Poder                      | Esfuerzo de torsión            |
| ---------------- | -------------------- | ------------------------- | -------------------- | -------------------------- | ------------------------------ |
| XV20             | 2184 cc 5S-FE        | S + X = SX (S + XV = SXV) | SXV20                | 97 kW (130 hp) @ 5200 rpm  | 199 N⋅m (147 lb⋅ft) @ 4400 rpm |
| XV20             | 2184 cc 5S-FNE (CNG) | S + X = SX (S + XV = SXV) | SXV23                |                            |                                |
| XV20             | 2995 cc 1MZ-FE       | Z + X = C (MZ + XV = MCV) | MCV20                | 145 kW (194 hp) @ 5200 rpm | 283 N⋅m (209 lb⋅ft) @ 4400 rpm |

## Mercados
Los XV20 Camrys se fabricaron en la planta de Tsutsumi en Toyota, Aichi, Japón; Las instalaciones de Toyota Australia en Altona, Victoria; y en el sitio de producción de Toyota Motor Manufacturing Kentucky en Georgetown, Kentucky, Estados Unidos. La producción en Tailandia e Indonesia comenzó en 1999, reemplazando a Australia como fuente de Camrys en el sudeste asiático.

### Japón

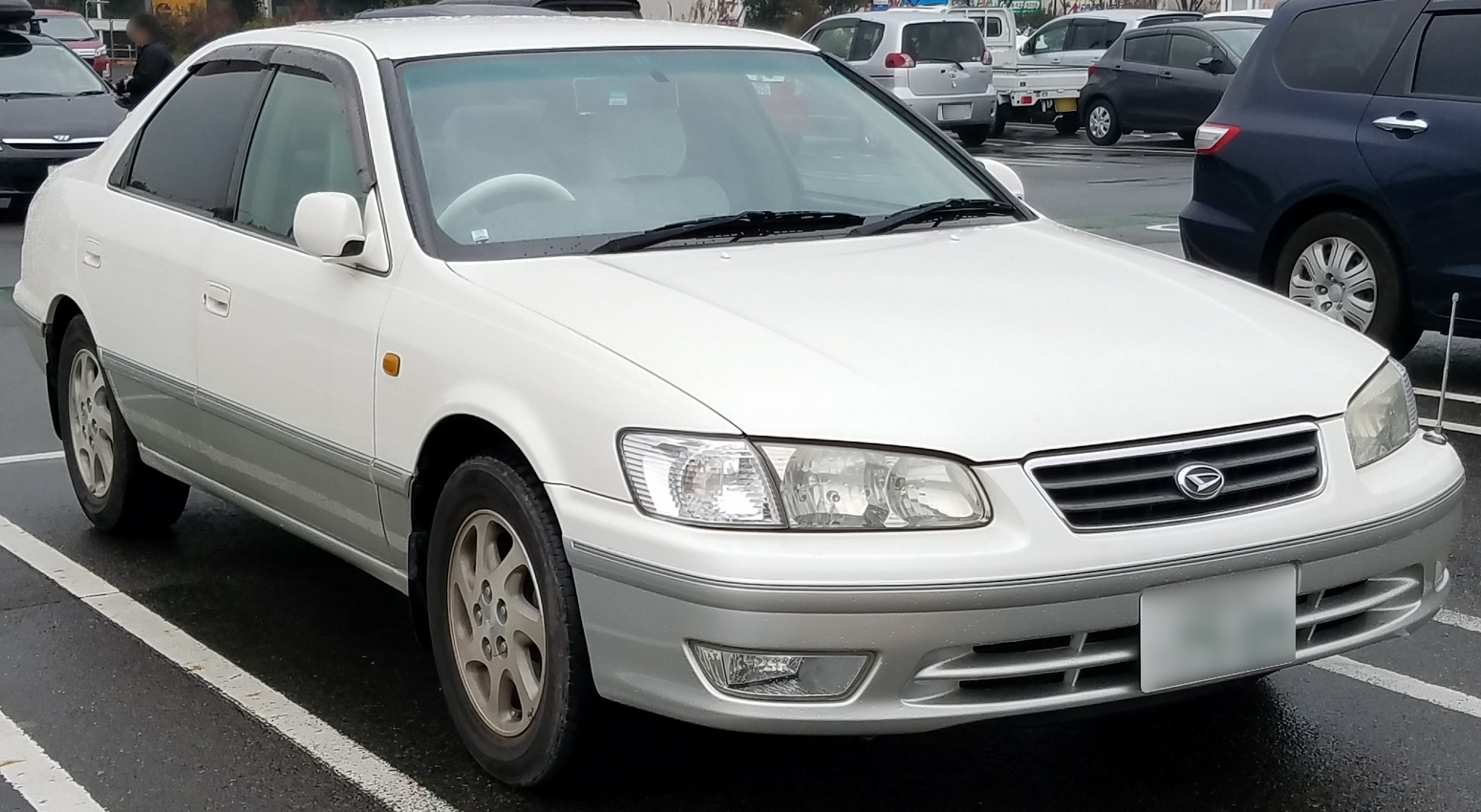
Estiramiento facial Daihatsu Altis (Japón)

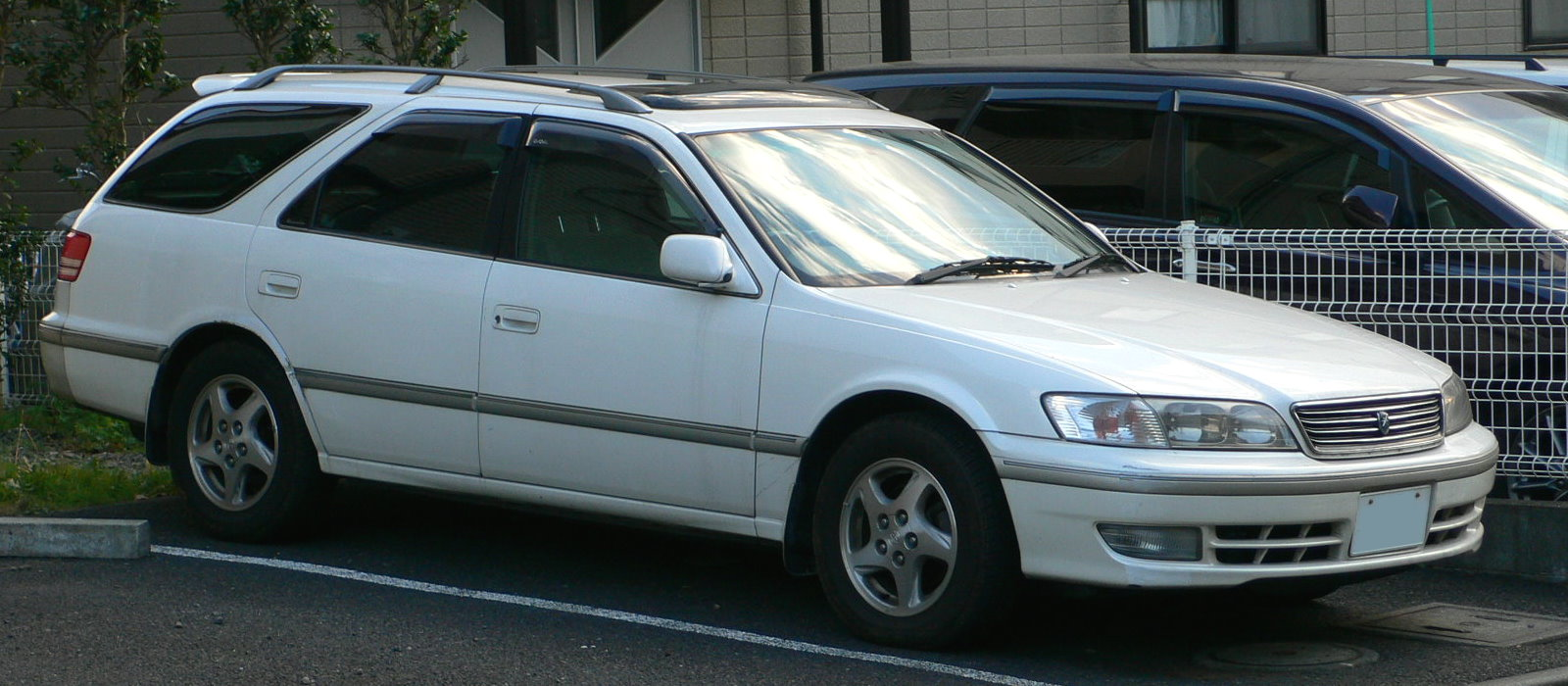

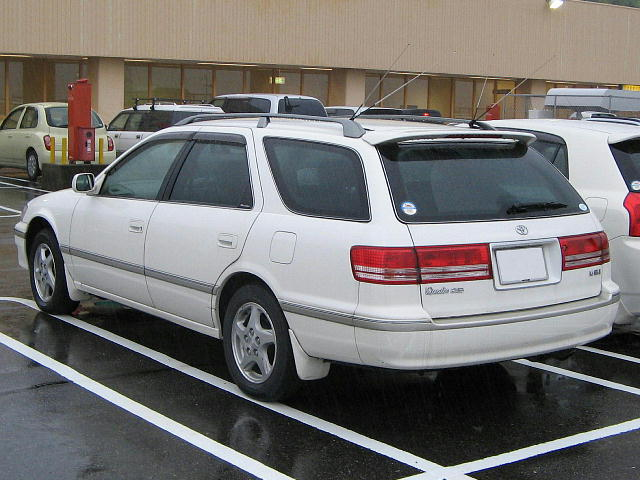
Mark II Qualis (basado en el camry familiar)

Llegó el mercado japonés XV20s. La camioneta también se vendió en Japón como Toyota Mark II Qualis. No tenía ninguna relación con el sedán Mark II (un automóvil ejecutivo de tracción trasera) además de las luces delanteras y traseras, que se parecían a las del Mark II. El Mark II Qualis también estaba disponible en una versión 3.0G, con el motor V6 de 3.0 litros, no disponible en el mercado japonés Camry. El Camry se vendió solo en los concesionarios japoneses de Toyota llamados Toyota Corolla Store junto con el Camry, mientras que su gemelo, el Mark II Qualis, era exclusivo de las ubicaciones de Toyopet Store.
Se lanzó un modelo equivalente como el Daihatsu Altis. Solo se vendió en Japón y su producción comenzó a partir de esta generación. El Altis se introdujo en marzo de 2000 como un sedán insignia de Daihatsu como reemplazo del Daihatsu Applause. No se vendieron muchos modelos de Altis en Japón. Esto se debe a que un Daihatsu típico tiene un precio en el rango de precios de nivel de entrada, y el Altis tenía un precio muy similar al Camry modelo comparable. El Altis estaba disponible con el motor de cuatro cilindros y 2,2 litros. A diferencia del Camry, que está disponible como sedán o camioneta en Japón, el Altis se vende solo como sedán. El nombre "Altis" es una variación de la palabra "altitud", lo que implica un estado de "gran elevación" como el coche de nivel superior de Daihatsu.

### Australasia

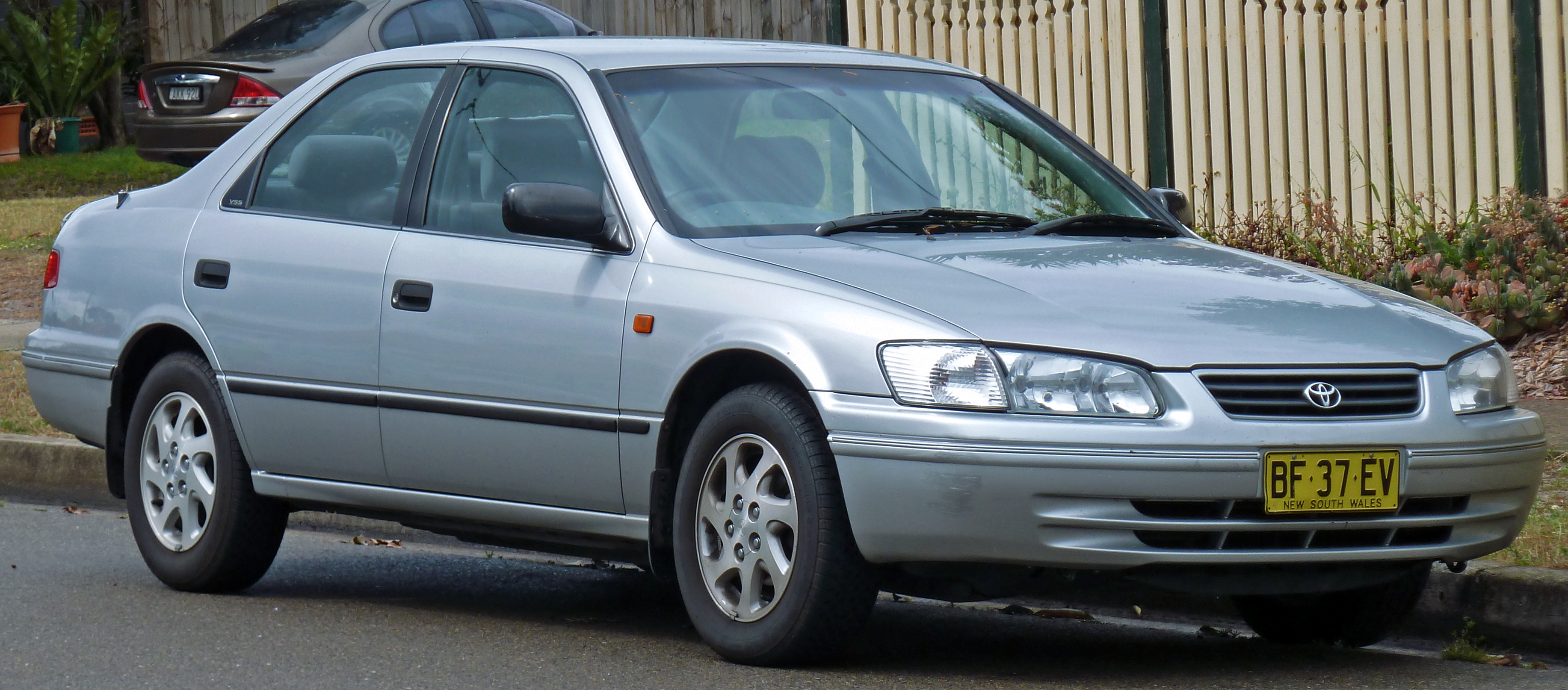
Lavado facial Toyota Camry Advantage sedán (SXV20R; Australia)

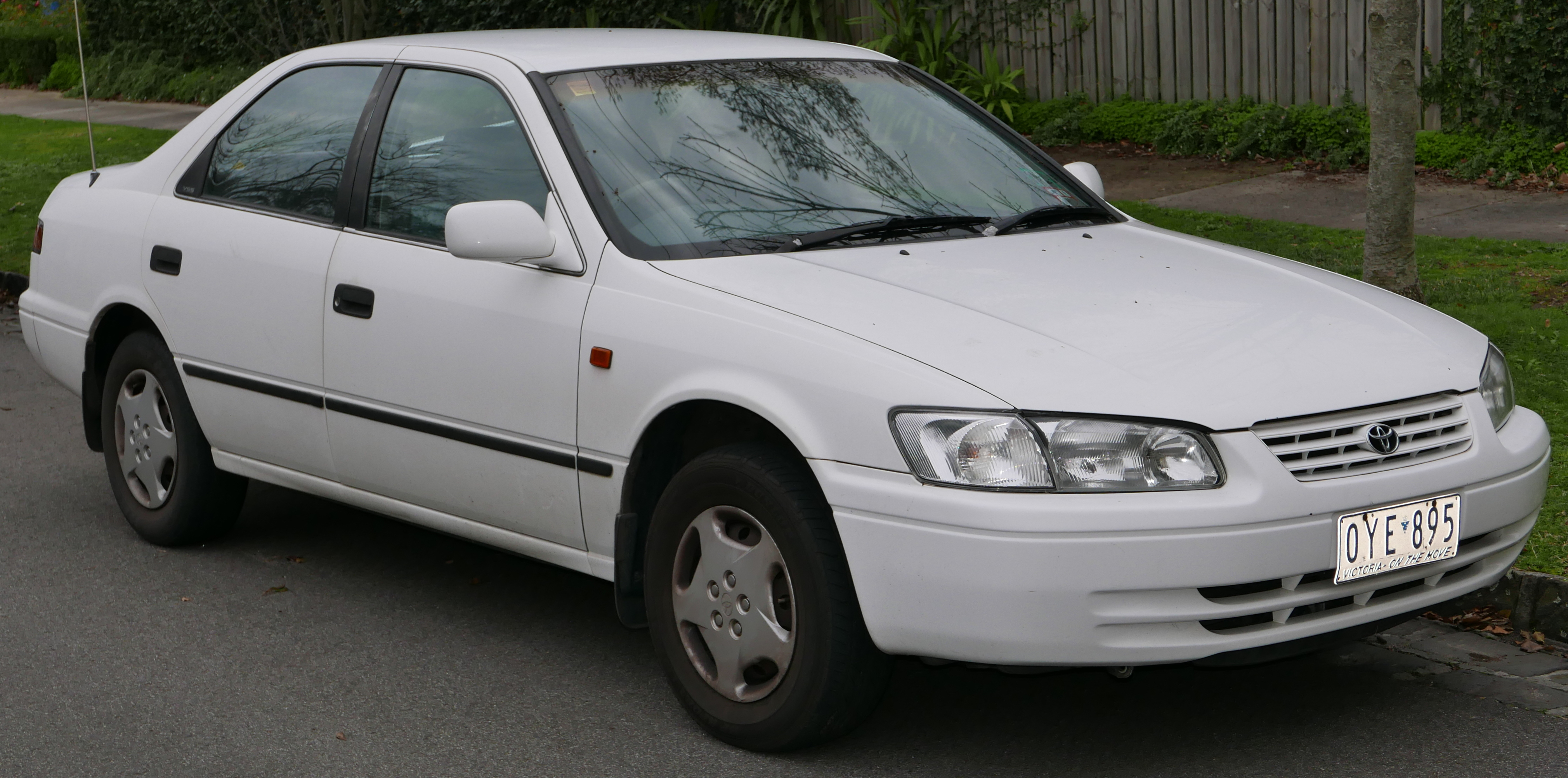

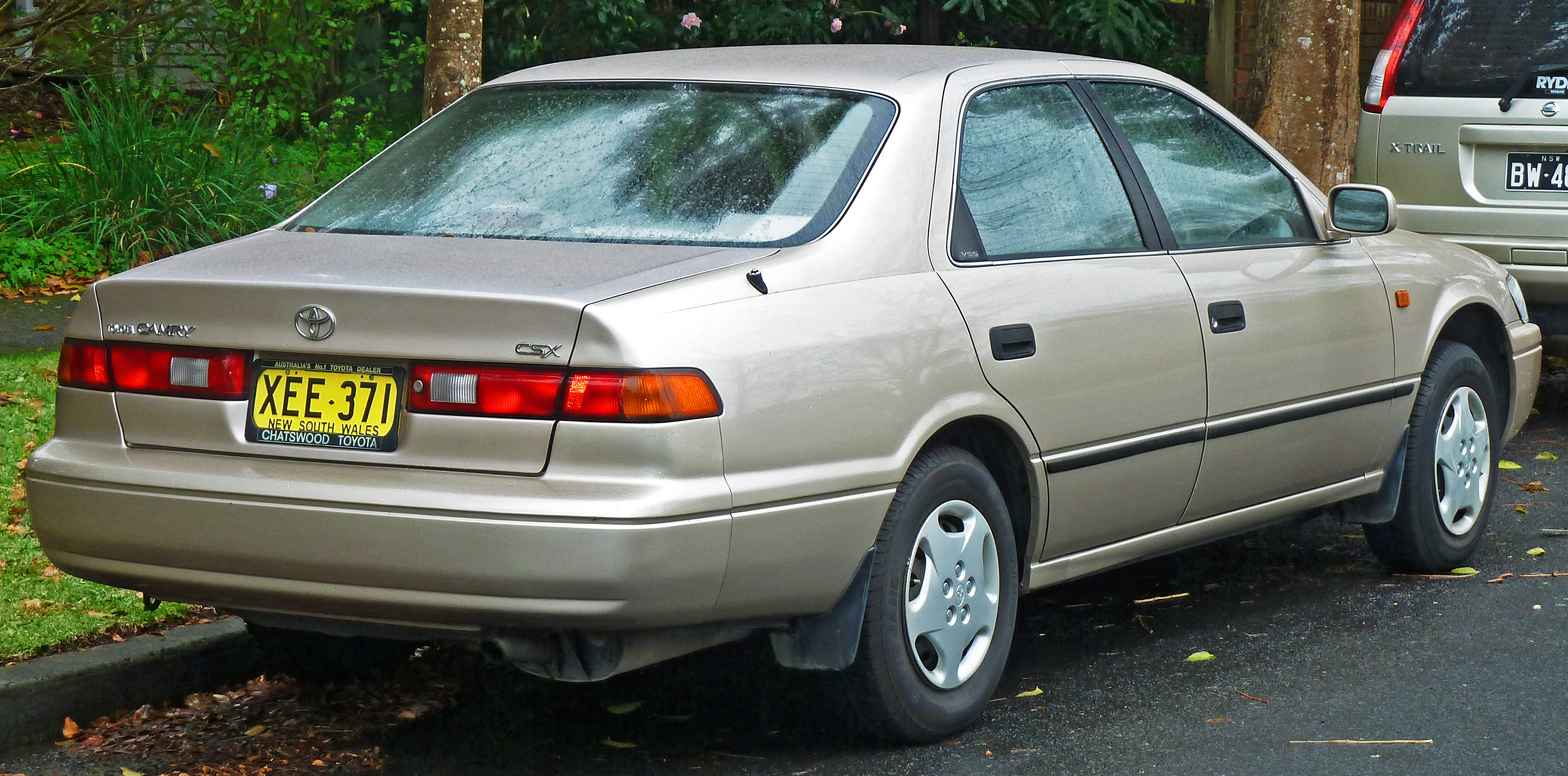
Prelavado de cara Toyota Camry CSX sedán (SXV20R; Australia)

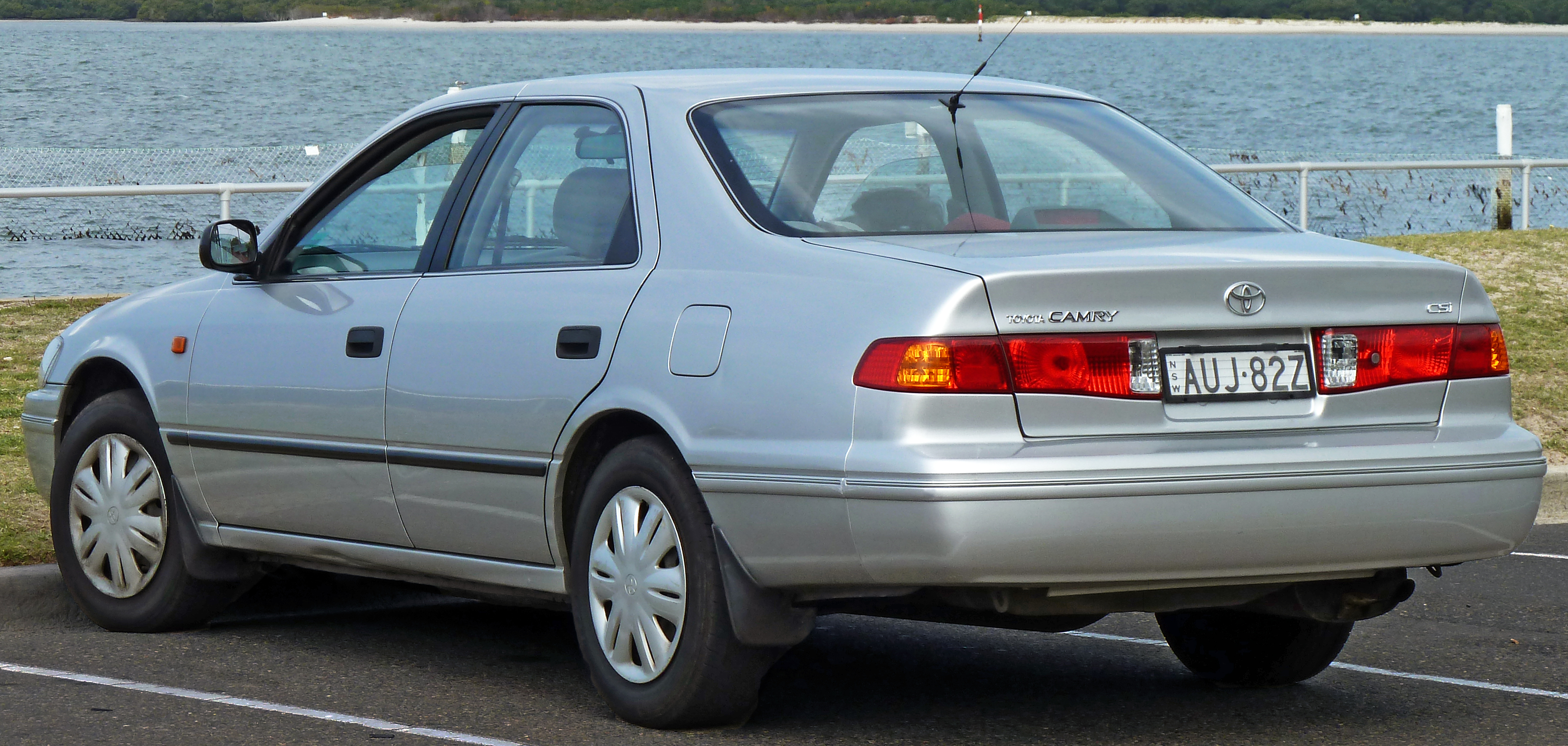
Lifting facial Toyota Camry CSi sedán (SXV20R; Australia)

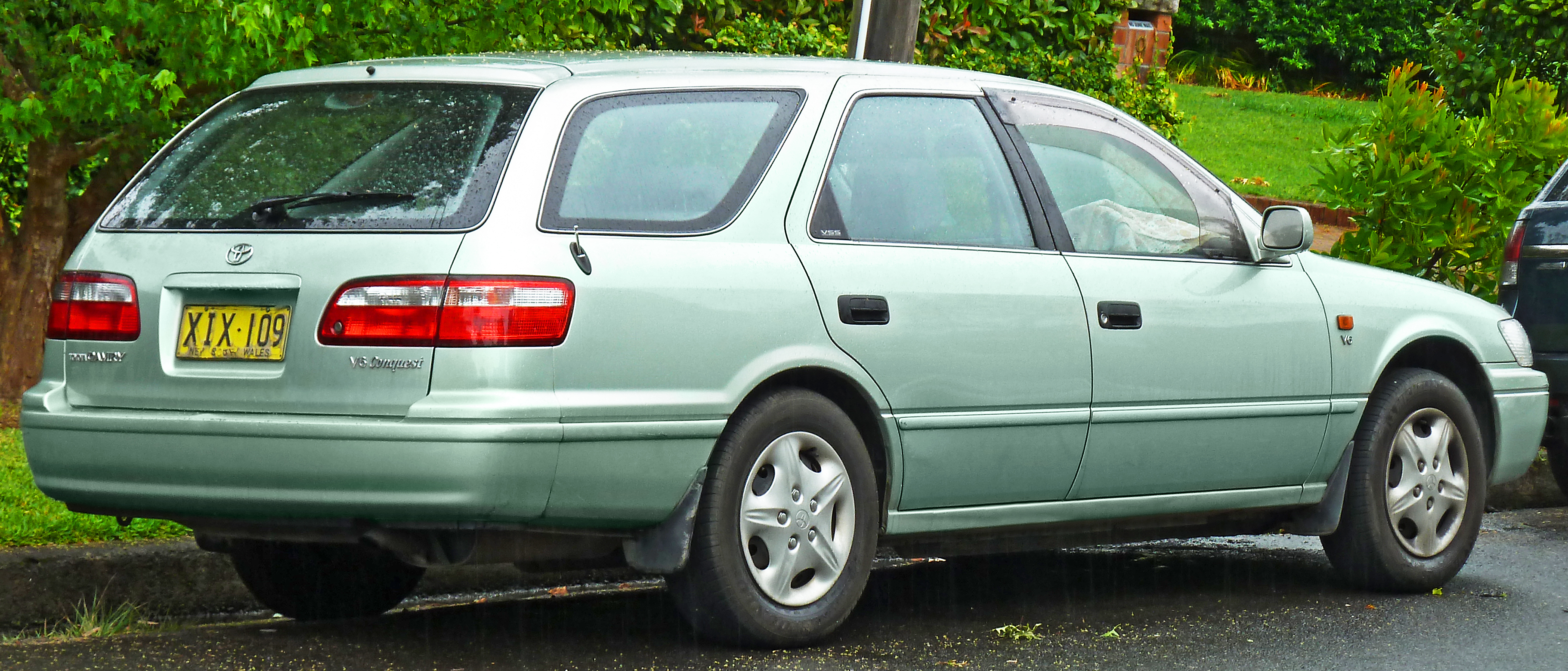
Estiramiento facial Toyota Camry Conquest wagon (MCV20R; Australia)

En Australia, a diferencia de la generación anterior, el nombre Camry también se aplicó a las variantes V6, mientras que la gama Toyota Vienta V6 se revisó como los modelos "de gama alta". La gama de modelos Camry de cuatro cilindros consistió en los modelos CSi, Conquest y CSX (la transmisión automática era estándar en Conquest y CSX); las tres variantes estaban disponibles en estilos de carrocería sedán o familiar. Los modelos Camry V6 consistían en CSi y Conquest, nuevamente como sedanes y vagones, y los vagones solo estaban disponibles con transmisión automática. El modelo sedán Camry V6 Touring se lanzó en marzo de 1999.
La línea Vienta V6 consistió en sedán VXi y Grande y el vagón VXi. El Vienta VXi estaba equipado de manera similar al Camry CSX de cuatro cilindros.
En septiembre de 2000, se lanzó el Camry revisado. La gama Vienta V6 se suspendió debido al lanzamiento del sedán Avalon en julio de 2000 y se agregaron dos nuevos modelos a la gama Camry: el sedán Azura V6 de gama alta y el vagón Touring V6, ambos disponibles. sólo con transmisión automática. Hacia el final de la ejecución del modelo, se lanzaron los sedanes Intrigue y Advantage de edición limitada.
Los tamaños de las ruedas varían en esta forma de Camry, algunos usan ruedas de 14 pulgadas, mientras que otros usan ruedas de 15 pulgadas.
Nueva Zelanda fabricó una edición especial de 10 sedanes manuales TRD sobrealimentados, 3.0 V6 y 5 velocidades llamados Camry TS Supercharged. Produjo 206 kW sobre el V6 estándar. Este vehículo fue una edición especial elaborada por Toyota NZ. La suspensión fue ajustada por el expiloto de F1 Chris Amon y presentaba emblemas TS en el grupo y en los asientos de cuero. Amon también participa en muchos otros Toyotas para el mercado de Nueva Zelanda, incluidos el Corona y el Corolla.

### Medio Oriente
Para el mercado de Oriente Medio, el Camry se obtuvo en Australia. Se ofrecía en tres versiones diferentes como sedán: el XLI de gama baja y el GLI de gama media que llevaban el motor de cuatro cilindros y el Grande de lujo con motor V6. La camioneta también se ofreció con el acabado GLI.

### América del Norte

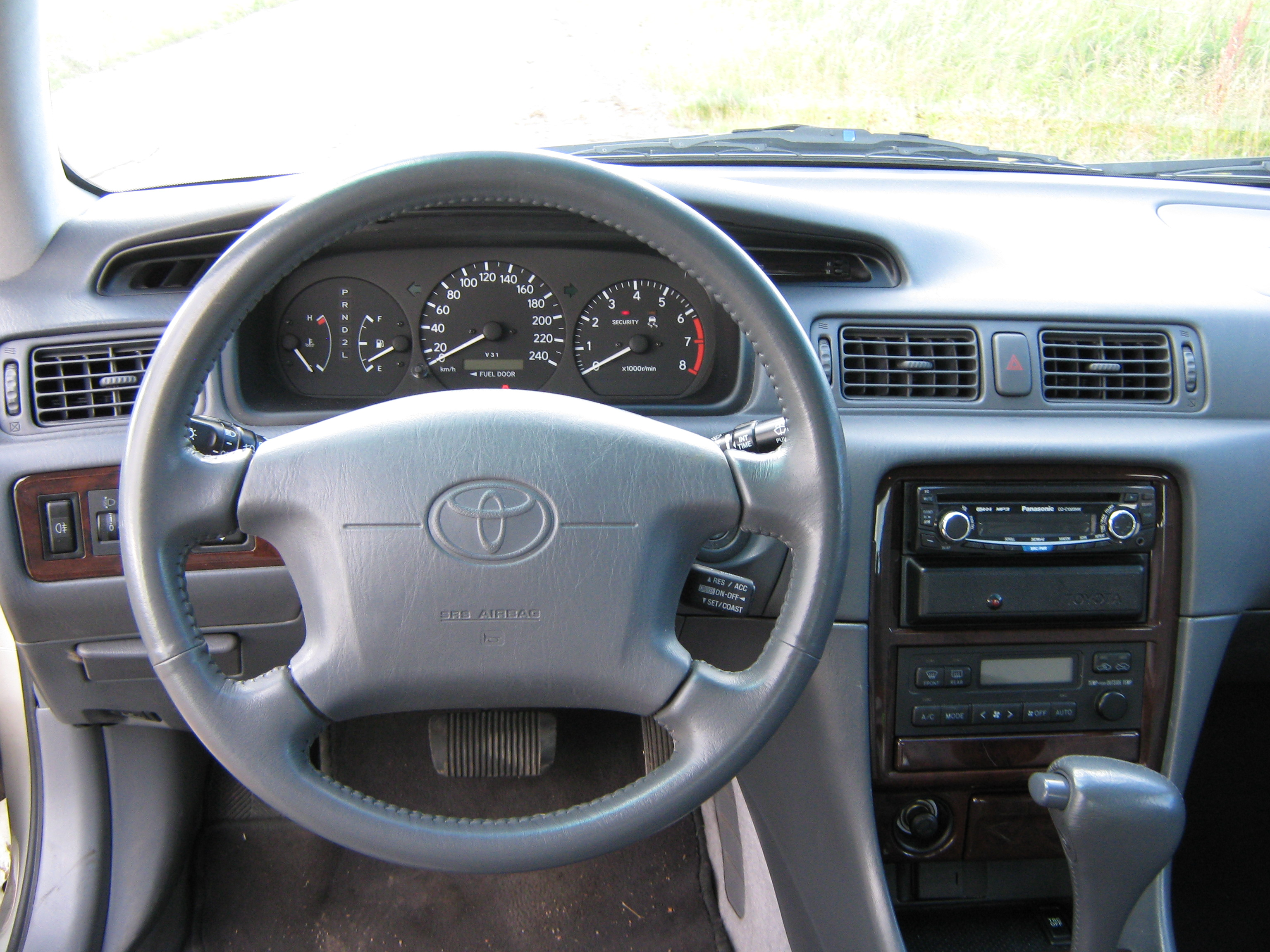
Interior

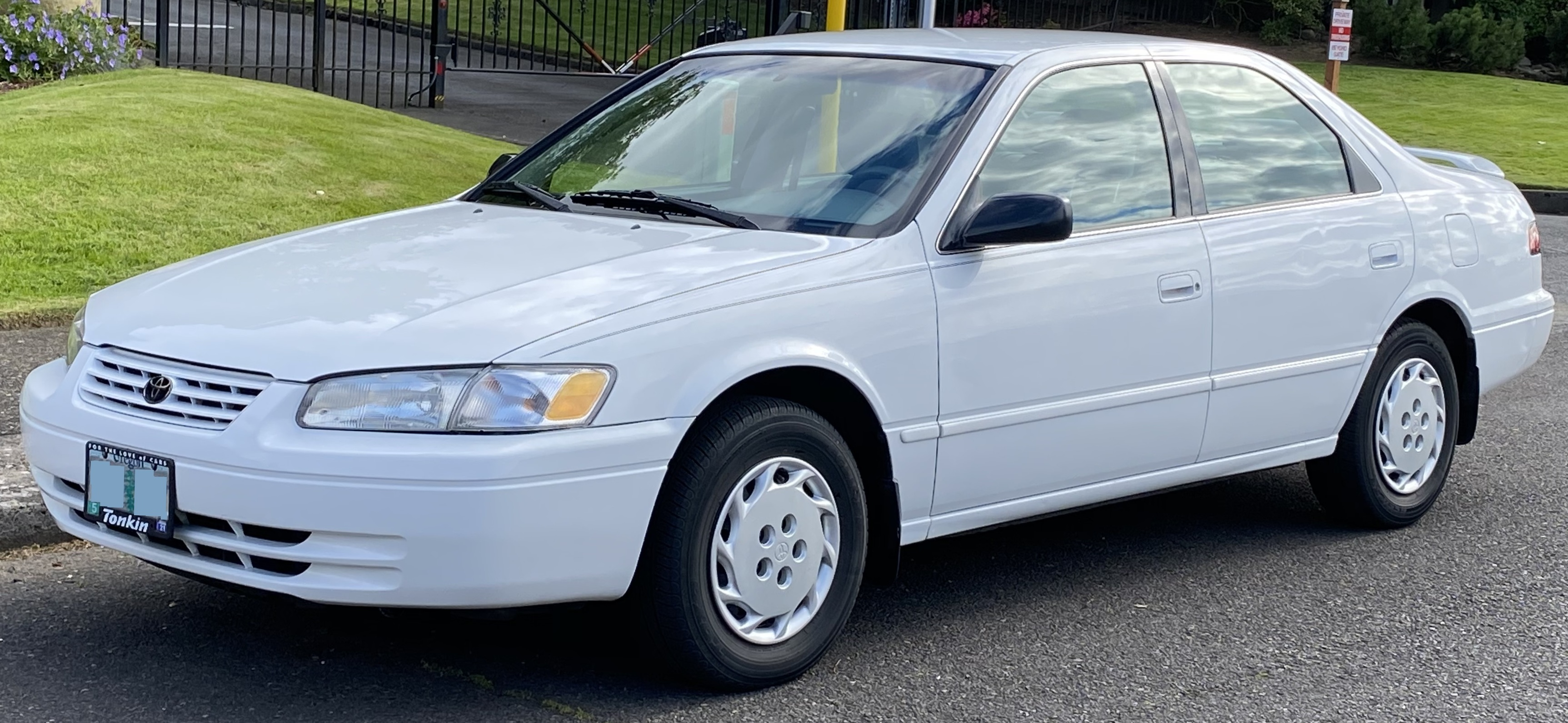
Prelavado de cara Toyota Camry (Estados Unidos)

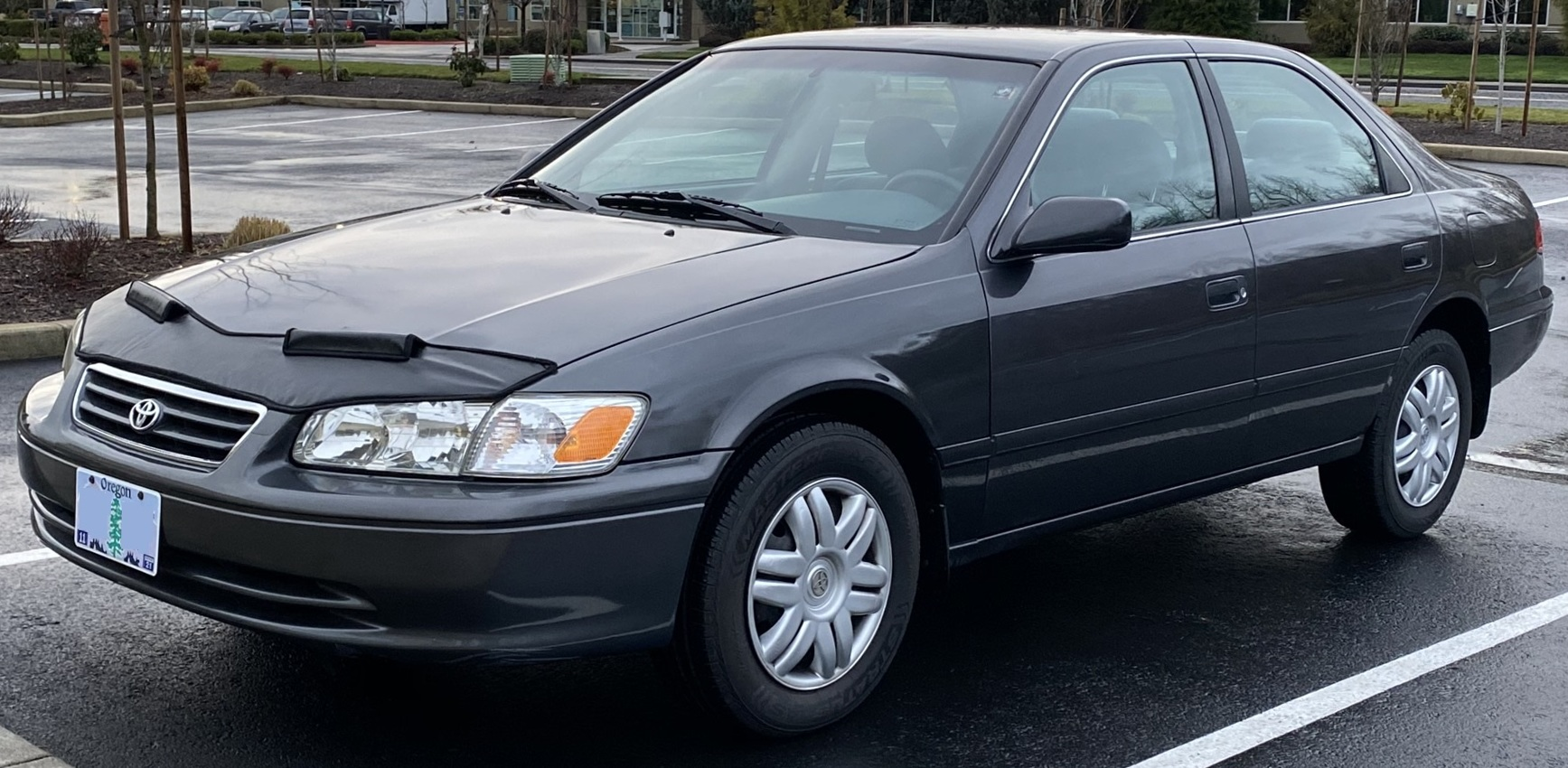
Lavado facial Toyota Camry (Estados Unidos)

En los Estados Unidos, el Camry SE se abandonó y el modelo base pasó a llamarse CE para el año modelo 1997. Tanto la versión LE como la XLE fueron heredadas de la generación anterior. Todos los niveles de equipamiento estaban disponibles con el motor de cuatro cilindros en línea de 2.2 litros o el motor V6 de 3.0 litros. La Gallery Edition y la Collector Edition basadas en LE eran nuevas para el año modelo 2001. Parte de los Camry de esta generación vendidos en los EE. UU. Se produjeron en TMMK y en la planta de Tsutsumi en Japón. Un Camry fabricado en Japón se indica con un VIN que comienza con "JT2"; Los modelos fabricados en Estados Unidos se indican con un VIN que comienza con "4T1".
Las transmisiones manuales solo estaban disponibles en los modelos CE y LE V6. Toyota Racing Development (TRD) ofreció un kit de sobrealimentador para los modelos V6, elevando la potencia a 247 hp (184 kW) y 242 lb⋅ft (328 N⋅m) de torque.
El Camry tuvo una leve actualización en agosto de 1999 para el año modelo 2000, y la adición de VVT-i al motor 5S-FE de 2.2 litros.
Se agregó un cupé en 1998 para el año modelo 1999, y luego una forma convertible en 1999 para el año modelo 2000. En contraste con el cupé de los Camrys de tercera generación, los nuevos autos de dos puertas recibieron una placa de identificación separada Toyota Camry Solara, o simplemente Solara. También fueron una desviación de estilo significativa del sedán. El Solara estaba disponible en versiones SE y SLE, que corresponden aproximadamente a las versiones LE y XLE del sedán.

Toyota, en 1999, ofreció un Camry XV20 de cuatro cilindros, no híbrido, propulsado por GNC en California a sus clientes de flotas.
El Camry V6 estuvo nuevamente en la lista de los Diez Mejores de la revista Car and Driver para 1997.
El Instituto de Seguros para la Seguridad en las Carreteras le dio al Camry una calificación general de "Bueno" en su prueba de choque frontal. Las bolsas de aire laterales del torso montadas en los asientos delanteros eran opcionales a partir de los modelos 1999.

### Europa
El XV20 también se vendió en Europa. Pero al igual que su predecesor, el Camry XV10, la gama era mucho más limitada. Como antes, se siguieron importando de Japón modelos para el mercado europeo.
Lanzada en 1997, la gama constaba de los modelos 2.2i GL y 3.0i GX solo en forma sedán. Al igual que el Camry XV10, el GX solo estaba disponible con transmisión automática. El 2.2i GL estaba disponible con transmisiones manuales y automáticas.
El Camry recibió una calificación de seguridad de cuatro de cinco estrellas en la prueba de Euro NCAP, debido a sus bolsas de aire laterales.